# Giuseppe Marzari Pencati
Giuseppe Marzari Pencati, né le 22 juillet 1779 à Vicence et mort dans cette même ville le 30 juin 1836, est un naturaliste italien, un des premiers géologues du XVIIIe siècle.

## Biographie
Giuseppe Marzari Pencati naquit en 1777, d'une illustre famille de Vicence. Son éducation, commencée dans cette ville, fut continuée dans un collège de Padoue, où régnait, selon l'habitude de cette époque, la fureur de faire des vers. Le jeune Marzari composait donc force sonnets et mème des tragédies, lorsqu'il se sentit naître du goût pour la botanique pendant son séjour dans une maison de campagne qu'il avait au pied du Sumano, montagne célèbre depuis plusieurs siècles par la quantité et la variété de ses plantes. Il se mit à la parcourir en tous sens, et étendit ensuite ses excursions dans le reste du Vicentin, étudiant en mème temps les principes de la science et se liant avec le petit nombre de savants du pays qui la cultivaient. En 1802, il publiait le fruit de ses recherches dans un Catalogue des plantes qui croissent spontanément sur le territoire de Vicence, et peu après il partait pour Paris. Il allait étudier dans le jardin des plantes où son application et sa perspicacité le firent bientôt distinguer par les principaux savants. Chacun s'empressait de faire des communications à un jeune homme qui se montrait si passionné pour la science ; on lui accordait toute sorte de facilités pour ses travaux et la liberté d'entrer dans tous les établissements publics et privés. Ce fut ainsi qu'il put quelquefois passer des nuits entières dans le magnifique jardin de la Malmaison, afin d'étudier le sommeil de ses nombreuses plantes, dont il fit graver plus de quarante espèces dans cet état. Il réunit aussi beaucoup de matériaux sur le climat et la géographie des plantes, et envoya en 1803 un mémoire fort étendu à la société des naturalistes de Genève. Tout en s'occupant de botanique, Marzari avait eu occasion de connaître de près plusieurs illustres minéralogistes, Haüy, Faujas de Saint-Fond, Delamétherie, et surtout l'italien Matteo Tondi, qui faisait à Paris un cours de minéralogie. À force de converser avec eux, d'assister à leurs leçons, de visiter leurs cabinets, il se passionna pour la minéralogie et abandonna tout à fait ses premières études. Ses progrès dans cette science furent si rapides que, plusieurs années après, le célèbre Haüy citait encore Marzari comme le plus diligent de ses élèves, et celui qui avait montré l'esprit le plus pénétrant et le plus d'aptitude à déterminer les différentes espèces minérales. À cette époque, il se lia avec Louis Cordier qui avait fait partie de la commission scientifique en Égypte et avec Humboldt qui revenait d'Amérique. Après avoir demeuré près de quatre ans à Paris, il se disposa à rentrer dans sa patrie ; il prit la route d'Italie avec son professeur Faujas de Saint-Fond, faisant de nombreuses haltes pour des observations géologiques. Ce fut ainsi qu'ils visitèrent ensemble l'Auvergne, le Vivarais, la Provence et les Alpes de la Savoie. À peine rentré chez lui, Marzari s'occupa de publier les résultats de son voyage, dans la Corsa del bacino de Rodano, etc., puis il reprit ses excursions sur les montagnes du Vicentin et du Tyrol, où il découvrit un grand nombre de variétés minérales, qu'il recueillit et présenta à la direction de l'instruction publique à Milan avec une description détaillée. Il entreprit en 1808, par ordre du vice roi, un examen minéralogique des monts Euganéens, et en 1810, un travail semblable pour le Bergamasque. Il découvrit alors la minière de charbon fossile située à Borgo Valsugana, très-près de l'endroit où la Brenta commence à porter des barques. Marzari avait tenté de faire des panoramas, mais s'apercevant qu'il était presque impossible d'obtenir une exactitude parfaite sans instrument, il en inventa un qu'il nomma tacky- gonimètre, c'est-à-dire prompt mesureur des angles, et le présenta en 1811 au concours annuel pour le prix de l'industrie ; l'instrument fut loué par l'institut de Milan, qui décerna à l'inventeur Ia médaille d'or. En 1812, Marzari fut nommé inspecteur du conseil des mines, fonctions qu'il exerça jusqu'en 1814. Parmi ses études sur le Vicentin et le Tyrol, on doit remarquer surtout les observations géologiques qu'il publia dans la Biblioteca italiana (t. 12, p. 71), sur les collines dites Bregonze, près des Sept-Communes, où il avait reconnu que les couches de calcaire tertiaire, de tuf et de basalte, alternaient jusqu'à vingt-deux et même vingt-cinq fois. Ce fut à la suite de ce travail que l'empereur d'Autriche lui accorda une pension de mille cinq cents florins, a la condition d'achever ses recherches minéralogiques sur les provinces vénitiennes, et de servir d'inspecteur toutes les fois qu'il en serait requis par le gouvernement. Pour se conformer à cette invitation, il commença en 1819 ses Cenni geologici e litologici sulle provincie venete et sul Tirolo, qui malheureusement s'arrêtèrent à la première livraison. L'année suivante, il publia dans un supplément du Nuovo osservatore veneziano, une Notizia sopra un granito in massa sovrapposto sul fiume Avisio al calcare secondario. Les faits géologiques qu'il constatait firent beaucoup de bruit et attirèrent sur les lieux une foule de savants distingués ; ces faits contribuèrent à fixer les idées des géologues sur la nature et l'origine des différentes roches, ainsi que sur la formation des montagnes, et furent ensuite confirmés par des observations analogues en Suisse, en France, en Saxe, et jusque dans la Mongolie chinoise. Les dernières années de la vie de Marzari furent tourmentées, non moins par l'irritation de l'amour-propre blessé que par de précoces infirmités. Voyant que la géologie faisait tous les jours de nouveaux progrès sans que son nom fut souvent prononcé, il s'abandonna au découragement et au dégoût, en sorte que, depuis 1823, ses écrits, la plupart inachevés, ne furent plus que des plaidoyers en faveur de ses travaux précédents, et une longue plainte contre l'injustice des contemporains. Il mourut dans sa patrie le 30 juin 1836. Bizarre dans son maintien comme dans ses vêtements, diffus et obscur dans ses discours, Marzari était de plus fort irascible et souffrait difficilement qu'on ne partageât pas ses opinions ; de là, des inimitiés qui duraient quelquefois plusieurs années. Malgré ces travers, il comptait de nombreux amis qui lui furent constamment dévoués.

## Œuvres
Les principaux ouvrages qu'il a publiés sont :
- Elenco delle piante spontanee fino ad ora osservate nel territorio di Vicenza, Milan, 1802, in-8° ;
- Corsa del bacino del Rodano e per la Liguria d'occidente, e orittografia del monte Coiron, Vicence, 1806, in-8° ;
- Descrizione del tachigonimetro, nuovo strumento geodetico, Milan, 1811, in-4° ;
- Memoria sull'introduzione del lichene islandese come alimento in Italia, Venise, 1815, in-4° ;
- Cenni geologici e litologici sulle provincie venete e sul Tirolo, Vicence, 1819, in-8° ;
- Squarcio di una lettera inedita sulla giacitura del monte Cimadasta, degli altri terreni cristallizzati terziarii posti fra il Grigno ed il Cismon, Vicence, 1822, in-8° ;
- Lettera geologica al signor Giuseppe Damhsher e frammenti geologici, Vicence 1823-24, in-8° ;
- Quadro delle formazioni del barone di Humboldt in diversa maniera disposto e commentato, et Idea di una doppia dimostrazione geognostica, Vicence, 1825, in-fol. Le premier de ces opuscules sert de table à l'Essai géognostique sur le gisement des couches dans les deux hémisphères du baron de Humboldt.

Mais les travaux les plus importants du comte Marzari, ceux qui intéressent le plus la science, tels que sa description géologique de presque tout le Tyrol méridional ; les observations sur les montagnes de Recoaro, les monts Eugaméens, le Vicentin, le Bergamasque, etc., sont encore inédits. Lodovico Pasini a consacré à ce géologue une savante Notice dans la Biblioteca italiana.